# Jean-Charles Deguise
Pour les articles homonymes, voir Deguise.
Jean-Charles Deguise, né le 26 octobre 1894 à Arrancy (Aisne) et mort le 17 mai 1965 à Nyons (Drôme), est un homme politique français.

## Biographie
Fils d'Olivier Deguise, député de l'Aisne, il est ingénieur civil après être passé par l'école des travaux publics de Paris.
Engagé volontaire en 1915, il participe aux combats de la première guerre mondiale où il est gazé.
Il dirige plusieurs sociétés d'électricité dans le Nord à partir de 1919 et se fixe à Anzin. Il épouse la fille de Gustave Thiétard, maire de la ville, et abandonne son emploi pour reprendre la librairie-papeterie Thiétard. 
Dans les années 1920, il adhère à la SFIO mais son action militante se limite à quelques articles dans le journal socialiste Le Réveil du Nord.
Resté en contact avec la fédération de l'Aisne, et plus investi encore après le décès de son père, il est à l'origine d'une crise interne aux socialistes axonais en 1924. Opposé à la stratégie du cartel et plutôt favorable à une alliance avec les communistes (cependant refusée par ces derniers), Deguise prend la tête d'une liste socialiste "autonome" alors que Louis Ringuier, notamment, participait à une liste du cartel, avec les radicaux. Le résultat est qu'aucun socialiste n'est élu.
Ce échec conduit à un rassemblement rapide, dès le mois de novembre, de tous les socialistes du département.
Deguise est élu député en 1928. Pour des raisons de santé,  il ne se représente pas en 1932 et apporte son soutien à Marcel Bidoux.
Il entre dans l'administration comme inspecteur des assurances sociales. Il termine sa carrière comme contrôleur général de la Sécurité sociale, avant de prendre sa retraite à Nyons.